# Irissa
Irissa o Lairissa és un dels sis terçons de la Vall d'Aran, utilitzat com a divisió administrativa i com a circumscripció electoral del Consell General d'Aran.

## Geografia
El terçó d'Irissa es troba localitzat al nord-oest de la Vall d'Aran i comprèn els municipis d'Arres, Es Bòrdes i Vilamòs amb totes les seues Entitats Municipals Descentralitzades (EMD). Irissa limita al nord amb el terçó de Quate Lòcs, a l'est amb els terçons de Marcatosa i Castièro i a l'oest amb l'Aragó.

## Història
Es va formar al segle xvi com a sesterçó dividit de l'antic terçó de Bossòst. Des de la restauració de l'estructura administrativa tradicional de la Vall d'Aran del 1990, elegeix 1 dels 13 Consellers del Conselh Generau d'Aran.

## Política

### Consell General
| Candidatura                                              | Candidatura | 1991 | 1995 | 1999 | 2003 | 2007 | 2011 | 2015 | 2019 |
|                                                          | CDA         | 1    | 1    | 1    | 1    | 1    | 1    | 1    | 0    |
|                                                          | UA          | -    | 0    | 0    | 0    | 0    | 0    | 0    | 1    |
| Total                                                    | Total       | 1    | 1    | 1    | 1    | 1    | 1    | 1    | 1    |
| Fonts: Consell General d'Aran i Generalitat de Catalunya |             |      |      |      |      |      |      |      |      |

### Alcaldies
| Municipi  | Alcalde (partit polític) | Alcalde (partit polític) |
| --------- | ------------------------ | ------------------------ |
| Arres     |                          | Pere Castet Farré (CDA)  |
| Es Bòrdes |                          | Rosa Mirat Marqués (UA)  |
| Vilamòs   |                          | Oriol Sala Sánchez (UA)  |